# 200-as busz (Budapest)
A budapesti 200-as jelzésű autóbusz Kőbánya-Kispest és Ferihegy 2 Airport között közlekedett. A viszonylatot a Budapesti Közlekedési Zrt. üzemeltette.

## Története
2006. április 14-étől a Kőbánya-Kispest és a Ferihegyi repülőtér 2-es terminálja között közlekedő Reptér-busz a 200-as viszonylatszámot kapta, és sűrűbb megállókiosztással (többek közt Kőbánya-Kispest felé a Ferihegy 1-es terminál érintésével), bővebb üzemidőben közlekedett. Az új járaton nyolc darab speciálisan kialakított utasterű, akkor újonnan beszerzett Volvo 7700A típusú busz állt forgalomba. 2007. július 15-étől mindkét irányban érintette a repülőtér 1-es terminálját, valamint megállt az aznap átadott Ferihegy vasútállomásnál is. 2008. szeptember 6-ától 200E jelzéssel közlekedik.

## Útvonala
| Ferihegy 2 Airport felé | Kőbánya-Kispest felé |
| --- | --- |
| Kőbánya-Kispest vá. – Ferihegyi repülőtérre vezető út – Gyömrői út – Ferihegyi repülőtérre vezető út – Ferihegy 1 Airport – Ferihegyi repülőtérre vezető út – Üllői út – – Ferihegy 2 bekötő út – Ferihegy 2 Airport vá. | Ferihegy 2 Airport vá. – Ferihegy 2 bekötő út – – Üllői út – Ferihegyi repülőtérre vezető út – Ferihegy 1 Airport – Ferihegyi repülőtérre vezető út – Gyömrői út – Sibrik Miklós úti felüljáró – Kőbánya-Kispest vá. |

## Megállóhelyei
| Éjszaka 23 óra után a repülőtér felől a Kispest, Kossuth térig közlekedett. |                                 |    |    |                                                                                                 |
| ∫                                                                           | Kispest, Kossuth tér végállomás | ∫  | 25 | 914, 950, 950A                                                                                  |
| 0                                                                           | Kőbánya-Kispest végállomás      | 22 | 22 | 48, 51, 68, 85, 85, 93, 98, 98, 136, 151, 182, 184, 193E, 282E, 284E, Keresztúr Kőbánya-Kispest |
| 4                                                                           | Felsőcsatári út                 | 18 | 18 | 17, 17, 19, 36, 95, 98, 98, 282E, 284E                                                          |
| 7                                                                           | Csévéző utca                    | 15 | 15 | 17, 17, 80, 93, 98, 98                                                                          |
| 21 órától – a 93-as busz üzemidején kívül – a Billentyű utcánál is megállt. |                                 |    |    |                                                                                                 |
| ∫                                                                           | Billentyű utca                  | 13 | 13 |                                                                                                 |
| 9                                                                           | Szemere István tér              | 12 | 12 | 93, 183 Szemeretelep                                                                            |
| 11                                                                          | Ferihegy 1 Airport              | 10 | 10 | 93                                                                                              |
| 13                                                                          | Ferihegy vasútállomás           | 9  | 9  | 35, 93, 135 Ferihegy                                                                            |
| 16                                                                          | Repülőtér, D porta              | 6  | 6  |                                                                                                 |
| 17                                                                          | Határőr Igazgatóság             | 5  | 5  |                                                                                                 |
| 20                                                                          | Vecsés-nyugat                   | 3  | 3  |                                                                                                 |
| 23                                                                          | Repülőtér, E porta              | ∫  | ∫  |                                                                                                 |
| 25                                                                          | Ferihegy 2 Airport végállomás   | 0  | 0  |                                                                                                 |